# 美鐵芋
美鐵芋（學名：Zamioculcas zamiifolia）别名金钱树、金币树、雪铁芋、泽米叶天南星、扎米莲等，為澤瀉目天南星科植物，是美鐵芋屬的唯一一個物種，原生于东非。

## 形態

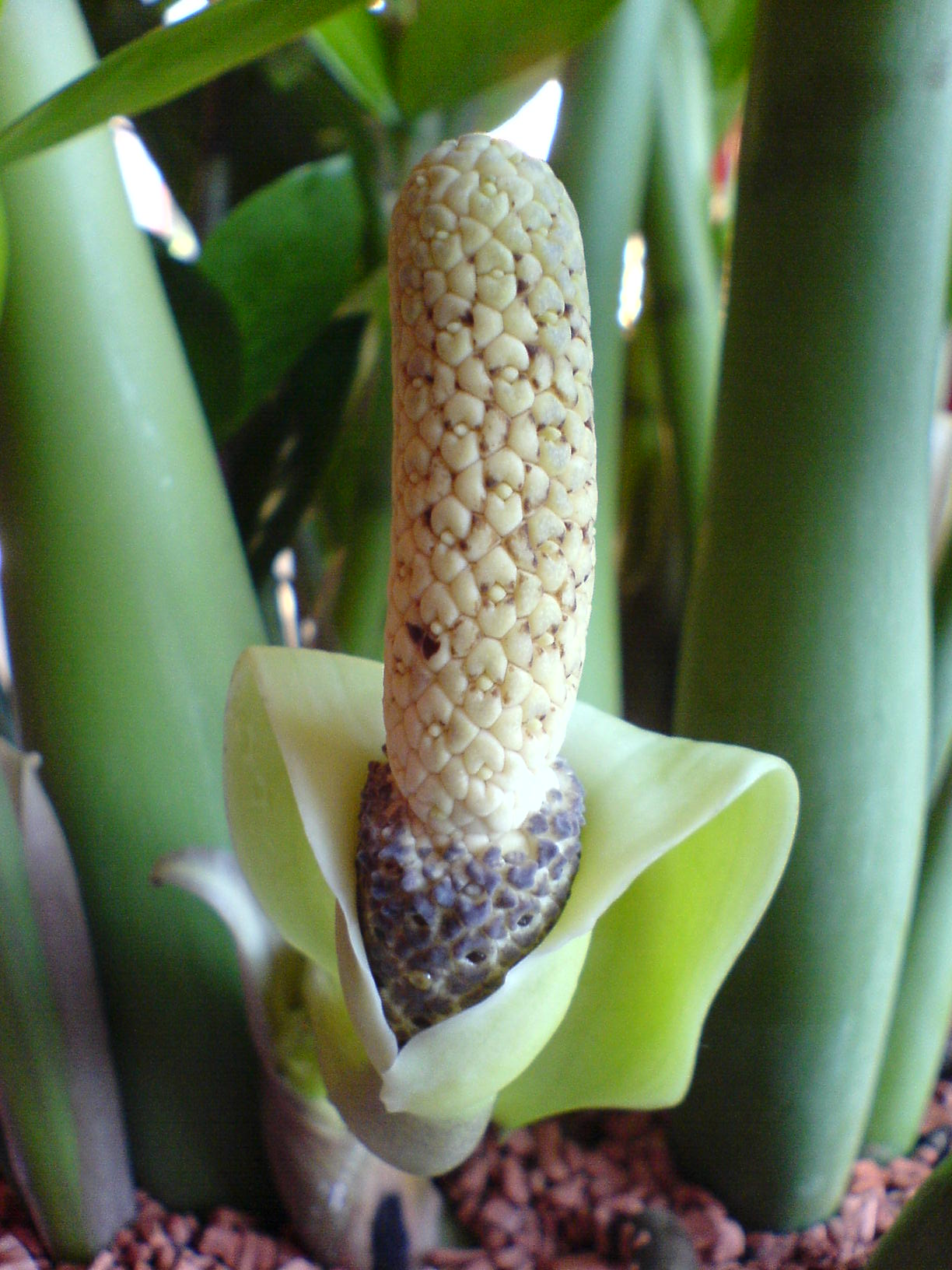
金錢樹的花

本種為常绿草本植物，45-60厘米高。干旱时落叶，靠地下类似马铃薯的根茎内储存水分存活。羽状复叶，6-8对7-15厘米长的光滑深绿色小叶。佛焰花序，浅黄、棕色或古铜色的小花，部分藏在叶基里。夏季中期到初秋开花。全株有毒不能食用，但可做观赏植物。

## 名稱
美鐵芋屬的學名Zamioculcas是由Zamia（泽米属）和culcas合并而来。

## 習性
温度不低于15摄氏度的时候可生活在室外，最好是18-26度之间。高温的时候长叶迅速。在温带一般作为室内植物。喜乾，多浇水很容易烂根。 喜强烈的非直射光，温度不高的时候能容忍少量阳光直射，较暗环境下也可以生存。

## 園藝與病害
目前為止，金錢樹幾乎未有任何病蟲害的危害，因此很適合作為園藝栽種的入門款植物種類，但近年來台灣屏東地區包括東港、萬丹、鹽埔及高樹地區的園藝栽培場，常在大雨過後，發現金錢樹疫病的危害，病徵多從莖(葉柄)基部產生水浸狀深色開始，發病處呈現軟腐症狀，基部可發現菌絲著生，而塊根在發病後期會消失，只留下表皮，而小葉開始黃化萎凋，最後整株倒伏死亡。其發病原因主要是因為苗床高度不夠或者是直接於地面栽培金錢樹，大雨造成金錢樹根部浸在水中，使得疫病菌釋放的游走子(Zoospore)容易接觸金錢樹的根部而侵入造成發病。因此，本病主要發生於大面積的栽培場，家庭室內的金錢樹除非自發病的栽培場購買，否則不會有病害的發生。

## 外部連結
- 维基共享资源上的相關多媒體資源：美鐵芋
- 維基物種上的相關：美鐵芋